# کابادوز
کابادوز (به ترکی استانبولی: Kabadüz) یک منطقهٔ مسکونی در ترکیه است که در استان اردو واقع شده‌است. کابادوز ۵۴۵ متر بالاتر از سطح دریا واقع شده‌است.